# ولسوالی کوه‌بند
کوهبند که در گذشته یکی از علاقه داری‌های کوهستان بود، اکنون یکی از ولسوالی‌های ولایت کاپیسا در خاور افغانستان است. جمعیت آن در سال ۲۰۲۴ میلادی، ۲۸٬۴۶۸ نفر اعلام شده‌است.